# Malenie (powiat poddębicki)
Malenie – wieś w Polsce położona w województwie łódzkim, w powiecie poddębickim, w gminie Poddębice.
| SIMC    | Nazwa     | Rodzaj    |
| ------- | --------- | --------- |
| 0989755 | Krzyżówki | część wsi |

W latach 1975–1998 miejscowość należała administracyjnie do województwa sieradzkiego.